# Discestra hubiesi
Discestra hubiesi là một loài bướm đêm trong họ Noctuidae.